# Stefan Kalter
Stefan Kalter (* 30. Oktober 1960) ist ein ehemaliger deutscher Fußballspieler.

## Sportlicher Werdegang
Kalter gehörte in der Saison 1983/84 dem BV 08 Lüttringhausen an, für den er in der 2. Bundesliga als Stürmer aktiv war. In seinen 25 Punktspielen, wobei er am 6. August 1983 (1. Spieltag) bei der 1:2-Niederlage im Auswärtsspiel gegen den Liganeuling 1. FC Saarbrücken debütierte, erzielte er neun Tore. Im Wettbewerb um den DFB-Pokal kam er einzig am 28. August 1983 bei der 0:2-Erstrundenniederlage im Auswärtsspiel gegen den TuS Schloß Neuhaus zum Einsatz.
Mit dem Abstieg seiner Mannschaft in die Oberliga Nordrhein wechselte er zum Ligakonkurrenten SC Viktoria Köln, zur Saison 1987/88 zum VfL Hamm/Sieg in die Oberliga Südwest – in der er zehn Tore in 26 Punktspielen erzielte – und zur Saison 1988/89 zum 1. FC Bocholt.